# Paederotella teberdensis
Paederotella teberdensis là một loài thực vật có hoa trong họ Mã đề. Loài này được Kem.-Nath. mô tả khoa học đầu tiên.